# Juan de Dios Izquierdo Collado
Juan de Dios Izquierdo Collado (ur. 29 października 1947 w Alcalá de Guadaíra) – hiszpański polityk, filozof, nauczyciel akademicki, parlamentarzysta krajowy, w latach 1994–2004 deputowany do Parlamentu Europejskiego.

## Życiorys
Ukończył w 1973 studia na Uniwersytecie Complutense w Madrycie. Został pracownikiem tej uczelni, a w 1976 wykładowcą socjologii na uniwersytecie kształcenia na odległość (UNED). W 1980 doktoryzował się na pierwszej z tych uczelni. W 1984 został profesorem na uczelni UNED.
Od 1982 do 1986 był członkiem Senatu. Następnie do 1994 posłował do Kongresu Deputowanych, niższej izby Kortezów Generalnych.
W wyborach w 1994 i 1999, będąc kandydatem Hiszpańskiej Socjalistycznej Partii Robotniczej, uzyskiwał mandat deputowanego do Parlamentu Europejskiego IV i V kadencji. Był członkiem grupy socjalistycznej. Pracował m.in. w Komisji Polityki Regionalnej, Transportu i Turystyki. W PE zasiadał do 2004.